# Stevie Nicks
Stephanie Lynn "Stevie" Nicks, född 26 maj 1948 i Phoenix, Arizona, är en amerikansk sångerska och låtskrivare. Hon är mest känd som sångerska i bandet Fleetwood Mac, till vilket hon anslöt på nyårsafton 1974 tillsammans med dåvarande pojkvännen Lindsey Buckingham. Med Buckingham hade hon tidigare haft gruppen Buckingham Nicks och innan dess gruppen Fritz. Hon har även haft framgångar som soloartist. Albumet Bella Donna innehöll bl.a. duetter med Tom Petty ("Stop Draggin' My Heart Around") och Don Henley ("Leather and Lace"). Båda släpptes som singlar och blev stora USA-hits. Nicks fick också en hit med den självbiografiska "Edge of Seventeen" (1982). Hon hade fortsatt framgång som soloartist  på 1980-talet. Några andra av hennes singelhits under decenniet var "Stand Back" (1983), "Talk to Me", "I Can't Wait" (båda 1985), och "Rooms on Fire" (1989).
Albumet The Soundstage Sessions, utgivet i mars 2009, inspelades ursprungligen redan 2007 med 18 låtar inför studiopublik, varpå låtmaterialet redigerades med stråkar och körpåläggning 2008 och för att passa CD-kostymen.

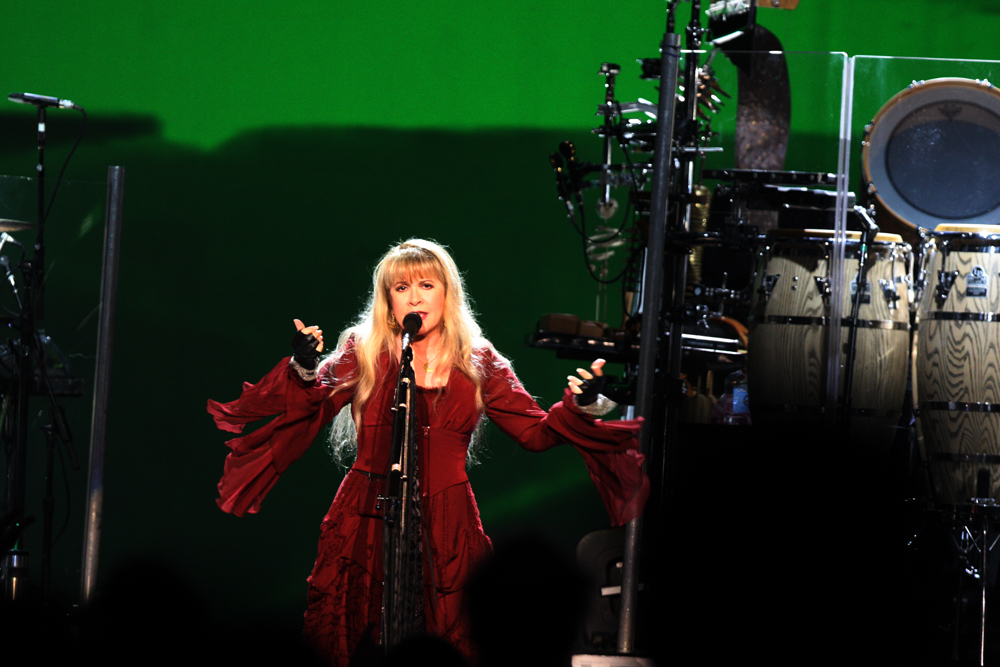
Stevie Nicks vid en konsert 2011.

## Diskografi (urval)
Studioalbum (solo)
- 1981 – Bella Donna
- 1983 – The Wild Heart
- 1985 – Rock a Little
- 1989 – The Other Side of the Mirror
- 1994 – Street Angel
- 2001 –  Trouble in Shangri-La
- 2011 – In Your Dreams
- 2014 – 24 Karat Gold – Songs from the Vault

Livealbum
- 2009 – The Soundstage Sessions

Samlingsalbum (urval)
- 1991 – Best of Stevie Nicks (EMI)
- 1991 – Timespace – The Best of Stevie Nicks
- 1998 – Enchanted
- 2001 – The Divine
- 2001 – Very Best Stevie Nicks Album Ever
- 2006 – Best of Stevie Nicks (Rhino)
- 2007 – Crystal Visions – The Very Best of Stevie Nicks
- 2010 – Live on Air
- 2011 – House of Blues: The Classic 1994 Broadcast

Album med Buckingham Nicks
- 1973 – Buckingham Nicks

Singlar (på Billboard Hot 100)
- 1981 – "Stop Draggin' My Heart Around" (med Tom Petty and the Heartbreakers) (#3)
- 1981 – "Leather and Lace" (med Don Henley) (#6)
- 1982 – "Edge of Seventeen" (#11)
- 1982 – "After the Glitter Fades" (#32)
- 1983 – "Stand Back" (#5)
- 1983 – "If Anyone Falls" (#14)
- 1983 – "Nightbird" (med Sandy Stewart) (#33)
- 1985 – "Talk to Me" (#4) (också #1 på Billboard Hot Mainstream Rock Tracks)
- 1986 – "I Can't Wait" (#16)
- 1986 – "Has Anyone Ever Written Anything for You?" (#60)
- 1989 – "Rooms on Fire" (#16) (också #1 på Billboard Hot Mainstream Rock Tracks)
- 1991 – "Sometimes It's a Bitch" (#56)
- 1994 – "Maybe Love Will Change Your Mind" (#57)

Övriga singlar (gästuppträdande) (på Billboard Hot 100)
- 1978 – "Whenever I Call You Friend" (med Kenny Loggins) (#5)
- 1978 – "Magnet and Steel" (med Walter Egan) (#8)
- 1978 – "Hello It's Me" (med Todd Rundgren) (#5)
- 1979 – "Gold" (med John Stewart) (#5)
- 1979 – "Midnight Wind" (med John Stewart) (#28)
- 1983 – "Smiling Islands" (med Robbie Patton) (#52)
- 1985 – "Separate Lives" (med Phil Collins och Marilyn Martin) (#1)
- 1986 – "Needles and Pins" (med Tom Petty & The Heartbreakers) (#37)

Video/DVD
- 1982 – Stevie Nicks: Live in Concert
- 1986 – I Can't Wait - The Music Video Collection
- 1995 – Live at Red Rocks
- 2007 – Crystal Visions – The Very Best of Stevie Nicks (CD och DVD)